# Rhopus anceps
Rhopus anceps är en stekelart som beskrevs av John S. Noyes 1988. Rhopus anceps ingår i släktet Rhopus och familjen sköldlussteklar. Inga underarter finns listade i Catalogue of Life.